# Bactrurus brachycaudus
Bactrurus brachycaudus är en kräftdjursart som beskrevs av Leslie Raymond Hubricht och J.G. Mackin 1940. Bactrurus brachycaudus ingår i släktet Bactrurus och familjen Crangonyctidae. Inga underarter finns listade i Catalogue of Life.